# Calyptopogon brevitarsis
Calyptopogon brevitarsis är en tvåvingeart som beskrevs av John William Scott Macfie 1939. Calyptopogon brevitarsis ingår i släktet Calyptopogon och familjen svidknott.
Artens utbredningsområde är Thailand. Inga underarter finns listade i Catalogue of Life.